# Euseius elinae
Euseius elinae är en spindeldjursart som först beskrevs av Schicha 1977.  Euseius elinae ingår i släktet Euseius och familjen Phytoseiidae. Inga underarter finns listade i Catalogue of Life.